# تيموثي هودج
تيموثي هودج (بالإنجليزية: Timothy Hodge) هو سباح أسترالي، ولد في 31 يناير 2001 في Blacktown ‏ في أستراليا.

## روابط خارجية
- تيموثي هودج على موقع الاتحاد الأسترالي للسباحة (مؤرشف)  (الإنجليزية)
- تيموثي هودج على موقع Paralympic.org (الإنجليزية)
- تيموثي هودج على موقع IPC.InfostradaSports.com (مؤرشف) (الإنجليزية)
- تيموثي هودج على موقع اللجنة البارالمبية الأسترالية (الإنجليزية)